# San Antonio Spurs 1986-1987
La stagione 1986-87 dei San Antonio Spurs fu l'11ª nella NBA per la franchigia.
I San Antonio Spurs arrivarono sesti nella Midwest Division della Western Conference con un record di 28-54, non qualificandosi per i play-off.

## Risultati
| Squadra           | V  | P  | %    | GB |
| ----------------- | -- | -- | ---- | -- |
| Dallas Mavericks  | 55 | 27 | 67,1 | -  |
| Utah Jazz         | 44 | 38 | 53,7 | 11 |
| Houston Rockets   | 42 | 40 | 51,2 | 13 |
| Denver Nuggets    | 37 | 45 | 45,1 | 18 |
| Sacramento Kings  | 29 | 53 | 35,4 | 26 |
| San Antonio Spurs | 28 | 54 | 34,1 | 27 |

## Roster
| N° | Naz.                   | Ruolo | Sportivo          | Anno | Alt. | Peso |
| -- | ---------------------- | ----- | ----------------- | ---- | ---- | ---- |
| 00 | Stati Uniti (bandiera) | G     | Johnny Moore      | 1958 | 185  | 79   |
| 6  | Stati Uniti (bandiera) | A     | Walter Berry      | 1964 | 203  | 98   |
| 7  | Stati Uniti (bandiera) | A     | Forrest McKenzie  | 1963 | 201  | 91   |
| 10 | Stati Uniti (bandiera) | AC    | David Greenwood   | 1957 | 206  | 101  |
| 11 | Stati Uniti (bandiera) | GA    | Anthony Jones     | 1962 | 198  | 88   |
| 20 | Stati Uniti (bandiera) | G     | Jon Sundvold      | 1961 | 188  | 75   |
| 21 | Stati Uniti (bandiera) | G     | Alvin Robertson   | 1962 | 191  | 84   |
| 23 | Stati Uniti (bandiera) | GA    | Tyrone Corbin     | 1962 | 198  | 95   |
| 24 | Stati Uniti (bandiera) | G     | Johnny Dawkins    | 1963 | 188  | 73   |
| 32 | Stati Uniti (bandiera) | GA    | Ed Nealy          | 1960 | 201  | 108  |
| 34 | Stati Uniti (bandiera) | A     | Mike Mitchell     | 1956 | 201  | 98   |
| 40 | Stati Uniti (bandiera) | C     | Mike Brittain     | 1963 | 213  | 107  |
| 42 | Stati Uniti (bandiera) | AC    | Larry Krystkowiak | 1964 | 206  | 100  |
| 43 | Stati Uniti (bandiera) | AC    | Frank Brickowski  | 1959 | 206  | 109  |
| 43 | Bahamas (bandiera)     | AC    | Mychal Thompson   | 1955 | 208  | 103  |
| 53 | Stati Uniti (bandiera) | C     | Artis Gilmore     | 1949 | 218  | 109  |
| 54 | Stati Uniti (bandiera) | AC    | Kevin Duckworth   | 1964 | 213  | 125  |

## Staff tecnico
- Allenatore: Bob Weiss
- Vice-allenatore: Lee Rose